# Nora Nuñez
Nora Nuñez fue una vedette y actriz de cine, teatro y televisión argentina.

## Carrera
Nuñez fue una Vedette de los '50 que continuó su actividad en carácter de actriz, generalmente en programas televisivos dirigidos por María Herminia, entre otros.
En cine debuta con el film El Conde de Montecristo en 1953 encabezada por Jorge Mistral, Elina Colomer y Santiago Gómez Cou, luego vino Trompada 45 en 1953 con los Cinco Grandes del Buen Humor y la vedette Maruja Montes. Se despide en 1966 con Hotel alojamiento junto a Fina Basser y Jorge Barreiro.
En la pantalla chica trabajó en algunas ficciones como Jacinta Pichimahuida, el teleteatro encabezado por la actriz Myriam de Urquijo, Eugenia protagonizada por Lucrecia Capello y Patricia Castell, y la telenovela Romina con Dora Baret, entre muchos otros.
En teatro integró en el rol de segunda vedette la compañía Argentina de Grandes Revistas con José Marrone y Juanita Martínez con quien se lució en el Teatro Maipo.
Para una entrevista a la Revista Pingüino dijo: 

"De no haber sido vedette habría sido visitadora social" .

## Filmografía
- 1953: El Conde de Montecristo.
- 1954: Trompada 45.
- 1966: Hotel alojamiento.

## Televisión
- 1965: Teleteatro de las estrellas.
- 1973: El teatro de Myriam de Urquijo.
- 1973: Alta Comedia.
- 1974/1977: Jacinta Pichimahuida... la maestra que no se olvida.
- 1980: Hola Pelusa.
- 1980: Romina
- 1981: Eugenia.
- 1981/1982: Lo imperdonable.
- 1982: Los exclusivos del Nueve.
- 1982: Llévame contigo.
- 1983: Aprender a vivir... 83.
- 1984: Passión.
- 1986: Mujer comprada
- 1987: Mi nombre es Coraje.
- 1996: Los ángeles no lloran.
- 1997: Los herederos del poder.
- 1997: Ricos y famosos.

## Teatro
- 1959: No hay Arturo que dure 100 años, estrenada en el Teatro Maipo, con Dringue Farías, Miguel Amador, Rafael Carret, Carlos Fioriti, Vicente La Russa, Susana Rubio, Pepe Arias, Enrique Brown, Luis García Bosch, Hilda Mayo y la francesa May Avril.
- 1960: Todo bicho que comintes va a parar al Otamendi.
- 1960: Arturo en el País de la Mala Leche en el Teatro El Nacional, dirigida por Carlos A. Petit, con Adolfo Stray, Tito Lusiardo, Severo Fernández, Nené Cao, Rita Varola, Roberto García Ramos y May Avril.
- 1962: La vuelta al mundo en elefante con Alfredo Barbieri, Rafael Carret, Gloria Montes, Carmen Nogués y Santiago Bal.
- 1962: Coccinelle en el Maipo, con Vicente Rubino, Coccinelle, Gloria Montes, Roberto García Ramos, Oscar Villa, Nyta Dover y Luis García Bosch.
- 1963: Marco Antonio y Cleopatra en el Teatro El Nacional, dirigida por Carlos A. Petit, con Adolfo Stray, Don Pelele, Doris del Valle, Fidel Pintos, Nené Cao, Roberto García Ramos y Oscar Villa.
- Aquel viejo Madrid
- Minas fieles de gran corazón